# Новый Яваш
Новый Яваш — село в Арском районе Татарстана. Входит в состав Старокырлайского сельского поселения.

## География
Находится в северо-западной части Татарстана на расстоянии приблизительно 17 км по прямой на север-северо-запад от районного центра города Арск у речки Ия.

## История
Основано предположительно во второй половине XVII века. Упоминалось также как Варангози, Варангуш, Барангуш-Яваш, Карангуш Яваш. 
В «Списке населенных мест по сведениям 1859 года», изданном в 1866 году, населённый пункт упомянут как казённая деревня Варангуш-Яваш 2-го стана Казанского уезда Казанской губернии. Располагалась при безымянном ручье, по левую сторону Сибирского почтового тракта, в 80 верстах от губернского города Казани и в 22 верстах от становой квартиры в заштатном городе Арске. В деревне в 53 дворах жили 471 человек (228 мужчин и 243 женщины). Была мечеть.
По сведениям переписи 1897 года, в деревне Варангуш-Яваш (Зяна-Явать) Казанского уезда Казанской губернии проживали 727 человек (357 мужчин, 370 женщин), из них 706 мусульман.
В начале XX века здесь располагалось волостное правление и 2 мечети.

## Население
Постоянных жителей было: в 1782 — 70 душ мужского пола, в 1859—471 человек, в 1897—842, в 1908—883, в 1920—956, в 1926—914, в 1938—853, в 1949—633, в 1958—557, в 1970—516, в 1979—485, в 1989—406, 421 в 2002 году (татары 100 %), 418 в 2010.